# Mittelrheinischer Sprachatlas
Der Mittelrheinische Sprachatlas (MRhSA) ist ein Sprachatlas, der die Sprachgeographie der rhein- und moselfränkischen Dialekte im linksrheinischen Gebiet von Rheinland-Pfalz sowie im Saarland erfasst. Der MRhSA ist ein Laut- und Formenatlas und stellt die areale und soziale Dimension der Sprachvariation dar.
Das Projekt wurde – finanziert durch die Deutsche Forschungsgemeinschaft – am Institut für Geschichtliche Landeskunde an der Universität Mainz erarbeitet und ist seit 2002 abgeschlossen. 

## Methode
Als Datengrundlage dient dem MRhSA die zeitlich getrennte Erhebung in zwei Aufnahmeserien: Datenserie 1 umfasst den Dialekt der 70-Jährigen, ortsgebürtigen und ortsfesten Informanten, Datenserie 2 den Dialekt der 30- bis 40-Jährigen, ebenfalls ortsgebürtigen Berufsauspendler.
Für Datenserie 1 wurden von den insgesamt 2630 Orten des Arbeitsgebiets (Stand 1946) 549 Erhebungspunkte ausgewählt. Damit erreicht der MRhSA für diese Datenserie eine Erhebungsortdichte von etwa 21 % oder durchschnittlich 3,2 Erhebungsorten pro Gradnetzfeld. Für Datenserie 2 wurde die Anzahl der Orte aus erhebungsökonomischen Gründen auf 292 reduziert.
Zwischen 1978 und 1988 wurden 2510 Informanten befragt. Zunächst einmal, in einer ersten Erhebungsserie, folgte die Erhebung ganz den traditionellen Sprachatlanten: In den Erhebungsorten wurden Teams von Gewährsleuten befragt, die in zweiter Generation ortsfest waren, älter als 70 Jahre waren und die einen manuellen Beruf ausgeübt hatten. In der zweiten Aufnahmeserie wurde an den gleichen Orten und mit derselben Methode eine jüngere Informantenschicht befragt. Die Informanten der zweiten Erhebung waren gleichfalls in zweiter Generation ortsfest und gleichfalls manuell berufstätig. Im Unterschied zu der ersten Serie waren sie aber zwischen 30 und 40 Jahre alt und als Tagespendler ortsmobil. Auf dem Hintergrund einer solchen, zugegebenermaßen aufwendigen Erhebung lassen sich die Auswirkungen, die ein Altersunterschied und insbesondere eine Veränderung der arealen Mobilität in den Raumstrukturen der Dialekte hervorrufen, sehr genau ablesen.
Das Ergebnis der Erhebung ist in einem bimedialen Archiv festgehalten. Dieses besteht zum einen aus 841 Fragebüchern, in denen die Antworten der Gewährspersonen in Lautschrift (IPA) notiert sind, zum anderen aus einem Tonbandarchiv von etwa 2500 Stunden Aufnahmezeit. Der MRhSA war der erste Sprachatlas, der die gesamte Erhebung sowohl auf Tonband als auch original lautschriftlich dokumentiert. Das Fragebuch der Datenserie 1 enthält 1100 Stichwörter, die dem Lexikon der elementaren menschlichen Lebenswelt entnommen sind. Sie sind in Abfragekontexte eingebettet und werden durch Unterstreichung hervorgehoben. Nur die Stichwörter wurden vom Explorator im Fragebuch notiert. Aus ökonomischen Gründen musste der Umfang des Fragebuches für Datenserie 2 auf 440 Stichwörter beschränkt werden.
Die Karten des MRhSA folgen dem Punkt-Symbol-Verfahren. Das Ergebnis der doppelten Erhebung sind für jedes sprachliche Phänomen doppelte Sprachkarten: Eine für die ältere, nicht-mobile Generation, eine für die jüngere Generation von Pendlern. Auf dem rechten Blatt sind diejenigen sprachlichen Erscheinungen, die einen Kontrast gegenüber dem älteren Dialekt darstellen, rot gesetzt, so dass dem Benutzer der Serienvergleich erleichtert wird. 

## Publikation
- Bellmann, Günter: Einführung in den Mittelrheinischen Sprachatlas (MRhSA). Niemeyer, Tübingen 1994.
- Bellmann, Günter; Joachim Herrgen; Jürgen Erich Schmidt: Mittelrheinischer Sprachatlas (MRhSA).
  - Band 1: Vorkarten. Vokalismus I (Diphthonge des mittelhochdeutschen Bezugssystems). Niemeyer, Tübingen 1994.
  - Band 2: Vokalismus II (Langvokale des mittelhochdeutschen Bezugssystems). Niemeyer, Tübingen 1995.
  - Band 3: Vokalismus III (Kurzvokale des mittelhochdeutschen Bezugssystems. Vokale in Nebensilben. Sproßvokale). Niemeyer, Tübingen 1997.
  - Band 4: Konsonantismus (Dialektalität. Konsonanten des westgermanischen Bezugssystems. Sproßkonsonanten.). Niemeyer, Tübingen 1999.
  - Band 5: Morphologie (Forschungsstand. Strukturgrenzen. Morphologische Karten. Register). Niemeyer, Tübingen 2002.